# Serres del Camp
Les Serres del Camp és una serra situada als municipis de Bellcaire d'Urgell i la Sentiu de Sió (Noguera), amb una elevació màxima de 346,9 metres.